# Parlamentswahl in der Türkei 1995
- DSP: 76
- CHP: 49
- ANAP: 132
- DYP: 135
- RP: 158

Die Wahl zur 20. Großen Nationalversammlung der Türkei fand am Sonntag, dem 24. Dezember 1995 statt. Nach einer Gesetzesänderung gab es im nationalen Parlament insgesamt 550 Abgeordnetensitze zu vergeben.
Die Regierungspartei und die Republikanische Volkspartei (CHP), mit deren Vorgängerpartei (Sozialdemokratische Populistenpartei, SHP) eine Koalition gebildet wurde, erlitten eine große Wahlniederlage, sie verloren zusammen ganze 82 Sitze auf Kosten der religiös orientierten Wohlfahrtspartei, die schon bei den letzten Wahlen die Oberbürgermeister von wichtigen Städten wie Istanbul gestellt hatten. Damit wurde erstmals eine radikal-religiöse Partei parlamentarischer Wahlsieger.

## Teilnehmende Parteien
Zur Wahl traten 12 verschiedene Parteien an:
| Logo | Logo | Partei                                      | Ausrichtung                      | Spitzenkandidat    |
| ---- | ---- | ------------------------------------------- | -------------------------------- | ------------------ |
|      |      | Wohlfahrtspartei (RP)                       | islamistisch                     | Necmettin Erbakan  |
|      |      | Mutterlandspartei (ANAP)                    | kemalistisch liberal-konservativ | Mesut Yılmaz       |
|      |      | Partei des Rechten Weges (DYP)              | kemalistisch liberal-konservativ | Tansu Çiller       |
|      |      | Demokratische Linkspartei (DSP)             | kemalistisch, sozialdemokratisch | Bülent Ecevit      |
|      |      | Republikanische Volkspartei (CHP)           | kemalistisch, sozialdemokratisch | Deniz Baykal       |
|      |      | Partei der Nationalistischen Bewegung (MHP) | nationalistisch rechtsextrem     | Alparslan Türkeş   |
|      |      | Partei der Volksdemokratie (HADEP)          | Minderheitenpolitik              | Murat Bozlak       |
|      |      | Neue Demokratische Bewegung (YDH)           | liberal                          | Cem Boyner         |
|      |      | Volkspartei (MP)                            | nationalistisch                  | Aykut Edibali      |
|      |      | Partei der Wiedergeburt (YDP)               |                                  | Hasan Celal Güzel  |
|      |      | Arbeiterpartei (İP)                         | sozialistisch                    | Doğu Perinçek      |
|      |      | Neue Partei (YP)                            | konservativ                      | Yusuf Bozkurt Özal |

## Wahlergebnis

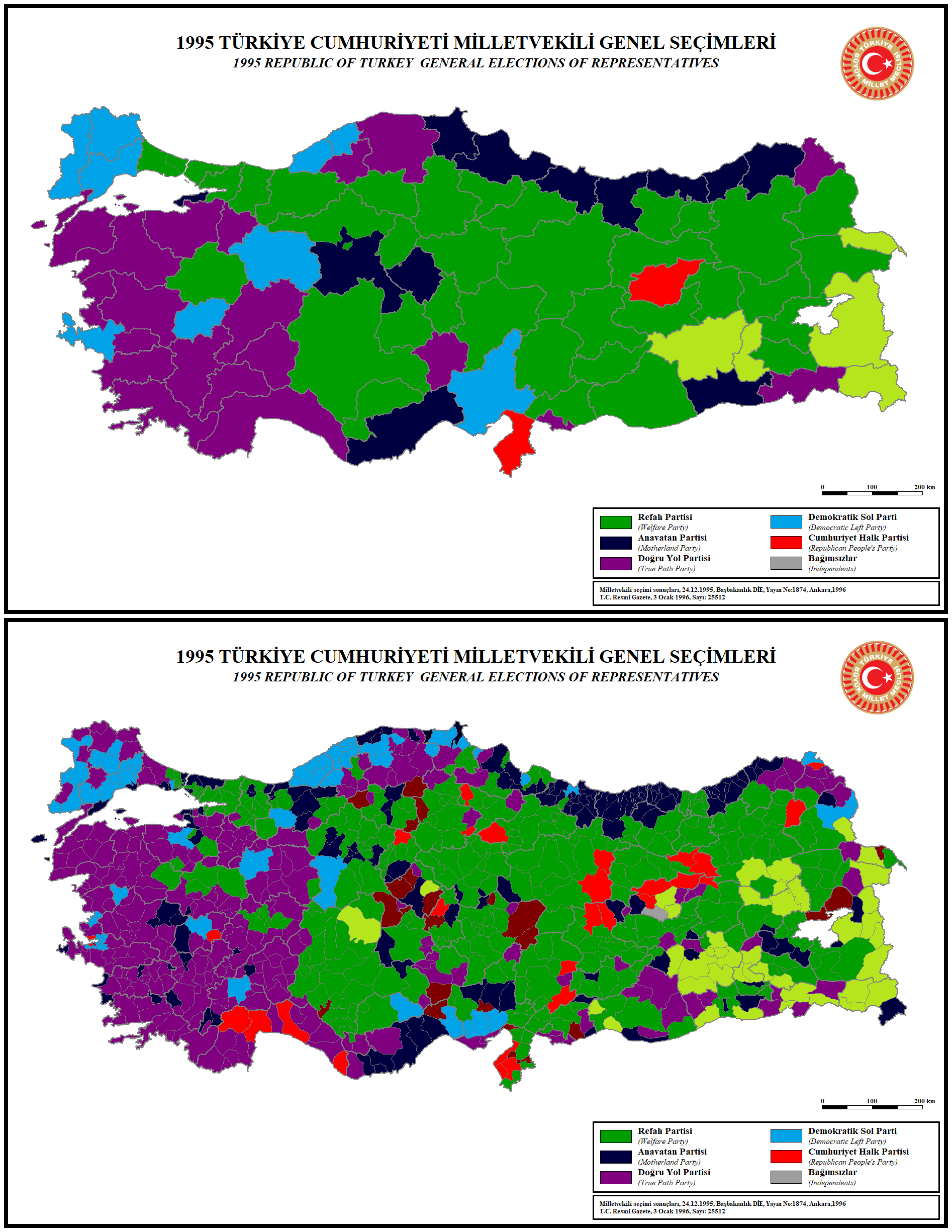
Gewinner nach Provinzen und Landkreisen

| Partei                                           | Partei                                      | Stimmen    | Stimmen | Stimmen | Sitze  | Sitze |
| Partei                                           | Partei                                      | Anzahl     | %       | +/−     | Anzahl | +/−   |
| ------------------------------------------------ | ------------------------------------------- | ---------- | ------- | ------- | ------ | ----- |
|                                                  | Wohlfahrtspartei (RP)                       | 6.012.450  | 21,38   | +4,50   | 158    | +96   |
|                                                  | Mutterlandspartei (ANAP)                    | 5.527.288  | 19,65   | −4,36   | 132    | +17   |
|                                                  | Partei des Rechten Weges (DYP)              | 5.396.000  | 19,18   | −7,85   | 135    | −43   |
|                                                  | Demokratische Linkspartei (DSP)             | 4.118.025  | 14,64   | +3,89   | 76     | +69   |
|                                                  | Republikanische Volkspartei (CHP)           | 3.011.076  | 10,71   | −10,04  | 49     | −39   |
|                                                  | Partei der Nationalistischen Bewegung (MHP) | 2.301.343  | 8,18    | Neu     | 0      | Neu   |
|                                                  | Partei der Volksdemokratie (HADEP)          | 1.171.623  | 4,17    | Neu     | 0      | Neu   |
|                                                  | Unabhängige                                 | 133.895    | 0,48    | +0,35   | 0      | ±0    |
|                                                  | Neue Demokratische Bewegung (YDH)           | 133.889    | 0,48    | Neu     | 0      | Neu   |
|                                                  | Volkspartei (MP)                            | 127.630    | 0,45    | Neu     | 0      | Neu   |
|                                                  | Partei der Wiedergeburt (YDP)               | 95.484     | 0,34    | Neu     | 0      | Neu   |
|                                                  | Arbeiterpartei (İP)                         | 61.428     | 0,22    | Neu     | 0      | Neu   |
|                                                  | Neue Partei (YP)                            | 36.853     | 0,13    | Neu     | 0      | Neu   |
| Gesamt                                           | Gesamt                                      | 28.126.993 | 100,00  |         | 550    | +100  |
| Gültige Stimmen                                  | Gültige Stimmen                             | 28.126.993 | 96,65   | −0,41   |        |       |
| Ungültige Stimmen                                | Ungültige Stimmen                           | 974.476    | 3,35    | +0,41   |        |       |
| Wahlbeteiligung                                  | Wahlbeteiligung                             | 29.101.469 | 85,20   | +1,28   |        |       |
| Nichtwähler                                      | Nichtwähler                                 | 5.054.512  | 14,80   | −1,28   |        |       |
| Registrierte Wähler                              | Registrierte Wähler                         | 34.155.981 |         |         |        |       |
| Quelle: Türkisches Statistisches Institut (TÜİK) |                                             |            |         |         |        |       |

## Regierungsbildung
Staatspräsident Süleyman Demirel beauftragte zunächst den Wahlsieger, Necmettin Erbakan von der islamistischen RP, mit der Regierungsbildung. Da jedoch zu diesem Zeitpunkt keine andere Partei bereit war, mit ihr zu koalieren, musste der Auftrag zurückgegeben werden. Auch der zweitplatzierten Partei des Rechten Weges (DYP) der bisherigen Ministerpräsidentin Tansu Çiller und der drittplatzierten Mutterlandpartei (ANAP) gelang es nicht, eine Regierung zu bilden. Erst nach einem Besuch des obersten Truppenkommandanten und des Generalstabschefs im Parlament einigten sich DYP und ANAP drei Monate nach der Wahl auf die Bildung einer Minderheitskoalition, die von der Demokratischen Linkspartei (DSP) und der Großen Einheitspartei (BBP), zu der nach der Wahl sieben für die ANAP gewählte Abgeordnete übergelaufen waren, toleriert wurde. Der Koalitionsabsprache gemäß wurde am 7. März 1996 zunächst der ANAP-Vorsitzende Mesut Yılmaz zum Ministerpräsidenten gewählt, nach zwei Jahren sollte dann wieder Çiller die Regierungsführung übernehmen.
Doch bereits Ende Mai 1996 kündigte Çiller – nach einem Streit um ihre angebliche Beteiligung an Unregelmäßigkeiten während Privatisierungsverkäufen ihrer Vorgängerregierung – die Koalition auf. Um einem von der RP beantragten Misstrauensvotum zuvorzukommen, trat Yılmaz am 6. Juni zurück. Anschließend beauftragte der Staatspräsident erneut den Vorsitzenden der stärksten Fraktion – Erbakan – mit der Regierungsbildung, dem es diesmal gelang, eine Koalition mit der DYP einzugehen. Am 28. Juni wurde eine Regierung aus RP und DYP mit Erbakan als Ministerpräsident und Çiller als Stellvertreterin sowie Außenministerin ernannt, die im Parlament über eine eigene Mehrheit verfügte. Die islamistisch geführte Regierung wurde jedoch von der Militärführung nicht akzeptiert, was zum Prozess vom 28. Februar 1997 oder „postmodernen Putsch“ führte.